# کیم سونگ سو (بازیگر، زاده ۱۹۷۳)
کیم سونگ سو (کره‌ای: 김성수؛ زادهٔ ۲۳ مه ۱۹۷۳) بازیگر و مجری تلویزیونی اهل کره جنوبی است. پس از آغاز حرفه به عنوان فشن مدل، او بازیگری را در مجموعه تلویزیونی ناقل بیماری آغاز کرد. او در آثاری همچون کفش‌های قرمز، خانه کامل و تو باارزش منی و خواهر دوست داشتنی من ایفای نقش کرده‌است. کیم در سال ۲۰۰۹ نخستین بازیگری تئاتر خود را انجام داد.